# Don gratuit
Pour les articles homonymes, voir Don.
Le don gratuit était une contribution volontaire aux finances royales françaises versée par certains privilégiés, dont le clergé et certaines pays d'états, sous l'Ancien Régime. Dispensé d'impôts (mais versant les décimes ordinaires et extraordinaires, dont le taux est certes progressivement réduit), le premier ordre fut d'abord sollicité pour financer la lutte contre les huguenots sous Henri IV, puis, à partir de 1636, pour la défense du royaume lors des guerres contre les États protestants. À partir de Louis XIV, le don gratuit devint coutumier et fut exigé à chaque assemblée du clergé.
Le montant des sommes versées a été très variable. Entre 1715 et 1788, le clergé aurait contribué pour 288 millions de livres, soit 2,7 % des revenus du Trésor royal d'après Necker.